# Kyros den Store
 "Kyros" omdirigeres hertil. For andre betydninger af Kyros, se Kyros (flertydig).
Kyros 2. (ca. 576 f.Kr. – juli 529 f.Kr.) kaldes også Kyros den Store. Kyros 2. var grundlægger af Persien og det akamenidiske dynasti i 557 f.Kr.
Navnet "Kyros" (en bogstavelig oversættelse til det latinske alfabet fra græsk Κύρος er en græsk version af det persiske Koroush eller Khorvash, som betyder "Prestige"). På persisk betyder khour "sol", mens vash er et tillæg, som betyder lighed. Kyros bliver i Det gamle testamente omtalt som en messias. Ingen ved, om han og Zarathustra var samtidige, men han regnes som den første zoroastriske hersker.
Kyros regerede først som medisk lydkonge i "Parsua", men underlagde sig Medien i 557 f.Kr. og kaldte sit nye rige "Persien".

## Erobringer
Kyros 2. formåede at ekspandere riget i et utroligt omfang. Han gjorde først oprør mod mederne, overtog deres rige i Persien og Assyrien og besejrede dernæst kong Krøsus af Lydien, der slog de første mønter af sølv og guld. Til sidst fik Kyros kontrol over det babylonske rige og Middelhavets østkyst. Hans efterfølgere, akameniderne, sad med magten fra Libyen til Indien mod syd og mod nord fra Bulgarien til Aralsøen.
Den samtidige græker Platon, der ellers var perserfjendsk, mente, at Kyros' samfund var et "mønster på et monarki". Ved indtoget i Babylon søgte Kyros at fremstille sig som en befrier, hverken en erobrer eller undertrykker. På en lercylinder fik han skrevet: "Da jeg rykkede ind i Babylon som en ven, etablerede jeg regeringssæder i herskerens palads under sejrsjubel og fryd. Den store herre Marduk bevægede Babylons ædelmodige indbyggere til at holde af mig...Jeg tillod ingen at terrorisere folket... Jeg frigjorde alle slaver. Jeg udbedrede deres forfaldne boliger og satte dermed en stopper for deres elendighed og trældom." Kyros gav ikke folket frihed i vor betydning af ordet; han herskede enevældigt. Men han respekterede sine babylonske undersåtters skikke og religion.

## IBibelen
Jøderne, som Kyros satte fri fra deres babylonske fangenskab og lod vende tilbage til Jerusalem for at genrejse templet dér, påstod, at Gud kaldte Kyros "messias" (mashyach – på græsk christos, Kristus). I Esajas' Bog omtales Kyros: "Dette siger Herren til sin salvede, til Kyros, hvis højre hånd jeg har grebet for at nedtrampe folk foran ham og løse kongernes bælter, så døre åbnes for ham, og porte ikke står lukket: Jeg går foran dig og jævner forhindringerne; bronzedøre knuser jeg, jernslåer hugger jeg over." (Es 45,1-2)